# Hirzaihäst
Hirzaihästen är en hästras från Pakistan som används mest som en lättare ridhäst. Hästarna är oftast vit- eller gråskimmel och är väldigt ovanliga. Enligt traditioner håller sig khanerna i området Khalat med de bästa avelshästarna. 

## Historia
Enligt jordbruksverket i Pakistan så uppstod den första flocken med Hirzaihästarna från en högt uppsatt politikers häst, ett sto vid namn Schol, som korsades med en arabisk hingst som tillhörde en europeisk officer som varit med under Afghanska kriget år 1839. Dessa avkommor bör ha korsats ut med lättare ökenhästar för att undvika inavel.
De bästa hästarna tillföll alltid de högst uppsatta i landet. Aveln bestämdes senare genom att khanen i Khalat lånade ut sina avelshästar till väl utvalda ston. Än idag hålls de bästa avelsdjuren av khanen. Men rasen är ovanlig och nästan utrotningshotad.

## Egenskaper
Det arabiska inflytandet syns tydligt i Hirzaihästen som är lätt byggd med ädla drag så som lätt inåtbuktande nosrygg och bred panna. Kroppen är kompakt med en kort rygg. Trots att rasen är liten och lätt så är den snabb, stark och uthållig och används mest som ridhäst. Hästarna kan vara alla hela färger men är nästan alltid skimmel, både grå och vit.